# Stadtlengsfeld
Stadtlengsfeld település Németországban, azon belül Türingiában. Lakosainak száma 2356 fő (2017. december 31.). Stadtlengsfeld Oechsen, Vacha, Krayenberggemeinde, Leimbach, Bad Salzungen és Weilar községekkel határos.

## Népesség
A település népességének változása:

| 2017 | 2 356 |